# Perlodes lobata
Perlodes lobata är en bäcksländeart som beskrevs av Wu, C.F. och Peter Walter Claassen 1934. Perlodes lobata ingår i släktet Perlodes och familjen rovbäcksländor. Inga underarter finns listade i Catalogue of Life.